# Pikador Books
Pikador Books je české nakladatelství, které sídlí v Českých Budějovicích v ulici Pod Drahou 1992/27. Nakladatelství založil spisovatel a novinář Jan Cempírek v roce 2014.

## Zaměření

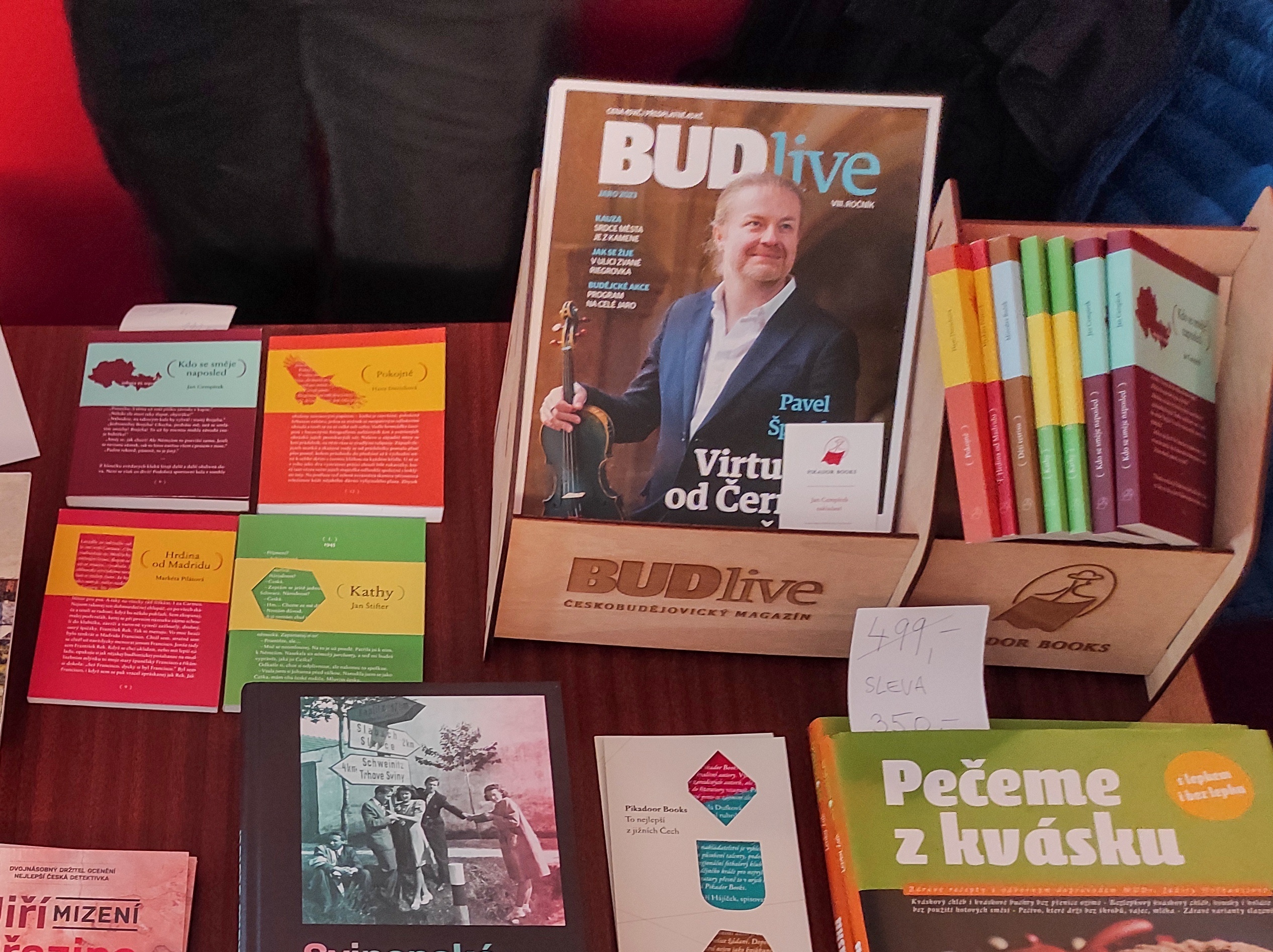
Prezentace nakladatelství Pikador Books na knižním festivalu Šumava Litera ve Vimperku

Pikador Books vydává a propaguje především regionální, jihočeskou beletrii. Má pestrou knižní nabídku. Mezi autory nakladatelství patří Jan Štifter, který zde vydal svoji prvotinu Kathy a novelu Café Groll. Další významnou autorkou je Markéta Pilátová, jejíž kniha Hrdina od Madridu byla nominována na Cenu Josefa Škvoreckého.

## Vydané tituly
- Kathy, Jan Štifter, vyšlo 2014, 92 stran [2]
- Hrdina od Madridu, Markéta Pilátová, vyšlo 2016, 74 stran [3]
- Café Groll, Jan Štifter, vyšlo 2016, 134 stran
- Rafinerie, Jan Cempírek, vyšlo 2018, 428 stran
- Čtveráci 50 let, Petr Stupka a kolektiv, vyšlo 2018, 250 stran

- Děti tetrisu, Miroslav Boček, vyšlo 2019, 150 stran[4]
- Pohlaď Huga po hlavě, aneb Z protihráče spoluhráč, Petr Soukup, vyšlo 2020, 174 stran
- Vlastní křídla potěší, Jaromír Schel, vyšlo 2020, 224 stran
- Co mi zůstalo pod kloboukem, Jaromír Schel, vyšlo 2021, 171 stran
- Kdo se směje naposled, Jan Cempírek, vyšlo 2021, 160 stran
- Jako dech, David Jan Žák, vyšlo 2022, 120 stran[5]
- Střípky radosti, Walter Bobr Matlášek, vyšlo 2022, 276 stran
- Život našich předků na vesnici Netřebice a okolí, Jan Stejskal, vyšlo 2023, 132 stran
- Pokojně, Hana Ditrichová, vyšlo 2023, 160 stran
- Moji brouci: Průvodce mladého přírodovědce, Jan Cempírek, vyšlo 2024